# 高山红景天
高山红景天（学名：Rhodiola cretinii ssp. sinoalpina）为景天科红景天属下的一个亚种。

## 扩展阅读
- 維基物種上的相關：高山红景天